# Гейнгос, Моника
Моника Гейнгос, урождённая Калондо (англ. Monica Geingos; 1977, Юго-Западная Африка) — намибийский предприниматель, банкир
 и юристка. Первая леди Намибии с 21 марта 2015 года по 4 февраля 2024 года.

## Биография
Изучала право в Университете Намибии. Имеет степень бакалавра права.
В начале карьеры работала на Намибийской фондовой бирже в Виндхуке. Занимал пост председателя правления eBank Namibia, является управляющим директором финансового предприятия Stimulus и генеральным директором Point Break. Была соучредителем и управляющим директором крупнейшего в Намибии фонда прямых инвестиций. Более десяти лет входила в советы директоров крупных компаний государственного и частного секторов в качестве председателя или заместителя председателя.
Работала председателем Экономического консультативного совета при президенте.
В 2012 году была признана одной из 12 самых влиятельных людей Намибии, в 2020 году вошла в список 100 самых влиятельных африканских женщин.
14 февраля 2015 года вышла замуж за Хаге Гейнгобе, незадолго до того, как он был приведен к присяге на пост президента Намибии.
Кроме бизнеса занимается работой с молодежью и расширением их прав и возможностей, в частности, привлечением молодежи к решению проблем гендерного насилия, доступа к образованию и здравоохранению и формирования культуры предпринимательства. В качестве первой леди Моника занимается вопросами борьбы президента Гейнгоба с бедностью и неравенством. Через One Economy Foundation (ONE) инициировала множество программ, направленных на устойчивое выведение уязвимых групп населения из состояния бедности.
Награждена премией «Мир без СПИДа» Немецкого фонда по борьбе со СПИДом.